# أليسون فينيسيوس ألميدا نيفيس
أليسون فينيسيوس ألميدا نيفيس هو لاعب كرة قدم برازيلي في مركز الدفاع، ولد في 5 أبريل 1996 في ساو باولو في البرازيل. لعب مع نادي بوتافغو لكرة القدم.

## وصلات خارجية
- أليسون فينيسيوس ألميدا نيفيس على موقع قاعدة بيانات كرة القدم.إي يو (الإنجليزية)
- أليسون فينيسيوس ألميدا نيفيس على موقع Soccerway.com (الإنجليزية)